# Franciszek Kuszel (zm. po 1804)
Franciszek Kuszel herbu Drogosław (zm. po 1804 roku) – komisarz cywilno-wojskowy ziemi drohickiej w 1794 roku, stolnik podlaski w latach 1775-1794.
Poseł na sejm 1784 roku z ziemi drohickiej.